# José Aurelio Gay
José Aurelio Gay (Madrid, 10 dicembre 1965) è un allenatore di calcio ed ex calciatore spagnolo, di ruolo centrocampista.

## Carriera

### Giocatore
Nato a Madrid, Gay inizia la sua carriera nelle giovanili del Real Madrid, arrivando a giocare per il Castilla. Dopo due stagioni nella Segunda División nel 1988 passa all'Espanyol e fa il suo esordio in massima serie. Rimane in Catalogna fino al 1991 quando passa al Real Zaragoza. In cinque anni diventò una delle bandiere della squadra contribuendo alla vittoria della Coppa del Re e della Coppa delle Coppe. Il suo ultimo anno in Aragona è condizionato da diversi infortuni gioca sporadicamente e nell'estate del 1996 lascia la squadra.
Seguono due brevi esperienze a Oviedo e Toledo fino a quando nel 1999 annuncia il suo ritiro e comincia la sua carriera come allenatore proprio a Toledo.

### Allenatore
Dopo la prima esperienza in panchina a Toledo, Gay allena diverse squadre, senza riuscire però a superare il campionato di Segunda División, prima di arrivare sulla panchina del Real Zaragoza B.
Dopo l'esonero di Marcelino García Toral il 12 dicembre 2009, viene scelto come allenatore della prima squadra.
Al suo esordio il Real Zaragoza perde 6-0 contro il Real Madrid, dopo la partita diverse voci lo vedono esonerato e sostituito da Víctor Muñoz, tuttavia queste voci si rivelano infondate e Gay rimane in panchina fino a fine campionato portando presto la squadra fuori dalla zona retrocessione. Termina il campionato al quattordicesimo posto e viene confermato anche per la stagione successiva.
Il 18 novembre 2010 a causa dell'eliminazione dalla Coppa del Re e di una sola vittoria in undici partite di campionato, Gay viene esonerato dal Real Zaragoza, che lo ringrazia comunque per il lavoro svolto e per la dedizione dimostrata nella passata stagione. Il messicano Javier Aguirre prende il suo posto.

## Palmarès

### Giocatore

#### Competizioni nazionali
- Coppa di Spagna: 1

Real Saragozza: 1993-1994

#### Competizioni internazionali
- Coppa delle Coppe: 1

Real Saragozza: 1994-1995

### Allenatore
- Segunda División B: 1

Pontevedra: 2003-2004